# Catedral metropolitana de Diamantina
La Catedral Metropolitana de Diamantina o bien Catedral Metropolitana de San Antonio Es una iglesia católica ubicada en la ciudad de Diamantina, en el estado brasileño de Minas Gerais. Es la sede de la arquidiócesis de Diamantina y esta dedicada a San Antonio.
En el lugar donde se encuentra la catedral se encontraba antes la antigua Iglesia Matriz de San Antonio, construida en el siglo XVIII. Con la creación de la Diócesis de Diamantina en 1854, la sede fue elevada a la condición de catedral. El templo ha sufrido algunas reformas , pero finalmente fue demolida para reconstruirla en 1930. En su lugar , la catedral actual fue construida, cuyas obras se terminaron en 1940. El diseño del actual templo se le atribuye a José Wasth Rodrigues.